# Elizabeth Goodwin
Elizabeth Goodwin (* um 1940, geborene Elizabeth Anderson) ist eine schottische Badmintonspielerin. 

## Karriere
Elizabeth Goodwin gewann unter ihrem Geburtsnamen Anderson 1964 bei den 43. nationalen Titelkämpfen in Edinburgh den schottischen Meistertitel im Damendoppel gemeinsam mit Muriel Ferguson. Von 1962 bis 1969 stand sie zehn Mal im schottischen Nationalteam, wobei sie jedoch in vier Spielen des Uber Cups für die Länderkämpfe nominiert war, aber nicht zum Einsatz kam.

## Sportliche Erfolge
| Saison | Veranstaltung                     | Disziplin   | Platz | Name                                 |
| ------ | --------------------------------- | ----------- | ----- | ------------------------------------ |
| 1964   | Schottland: Einzelmeisterschaften | Damendoppel | 1     | Elizabeth Anderson / Muriel Ferguson |